# 米齐克
米齐克是加蓬沃勒-恩特姆省的一个镇。